# Публије Квинтилије Вар
Публије Квинтилије Вар (лат.:Publius Quinctilius Varus, Кремона, 46. п. н. е. - Теутобуршка шума, 9. н. е.) је био римски политичар и војсковођа у служби цара Аугуста.

## Детињство и младост
Публије Квинтилије Вар је рођен око 46. године п. н. е. у Кремони. Његов отац Секст Квинитилије Вар је био римски сенатор 49. п. н. е.. Учествовао је у завјери против Гај Јулија Цезара, те је након пораза у бици код Филипа 42. п. н. е. извршио самоубиство.

## Политичка каријера
Иако му је отац био противник Гај Јулија Цезара, Публије Квинтилије је у 13. години п. н. е. изабран за конзула Римског царства заједно са Тиберијем, усвојеним сином Октавијана Аугуста. Био је проконзул Африке (8. п. н. е.-7. п. н. е.), а касније управитељ Сирије (6. п. н. е.-4. п. н. е.). Када је у зиму 5.-6. године букнуо Батонов устанак у Панонији, војсковођа Тиберије је хитно послан тамо, а за легата Германије је изабран Публије Квинтилије Вар. Њом је владао од 6. до 9. године нове ере.

## Битка у Теутобуршкој шуми
Као легат у Германији, изазвао је незадовољство германских племена. Варов блиски сарадник био је Герман Арминије који је од младости одгојен и школован као талац у Риму. Арминије је потајно стао на чело савеза германских племена те намамио Римљане у замку гласинама о побуни Германа. Римске легије нашле су се, сјеверно од данашњег Оснабрика, на тешко проходном терену који није одговарао њиховом начину борбе. Германи су из засједа пресијецали развучене римске колоне, а борба се водила усред олујног невремена. Масакрирано је око 20.000 римских војника, а Вар је починио самоубиство. XVII, XVIII и XIX. римска легија више никада нису обновљене, а због пораза у Теутонбуршкој шуми Германија никада није укључена у Римско царство.